# Benedek Elek Emlékház
A Benedek Elek Emlékház műemlékké nyilvánított múzeum Romániában, Kovászna megyében, Kisbaconban található. A romániai műemlékek jegyzékében a CV-II-m-A-13136 sorszámon szerepel.

## Története

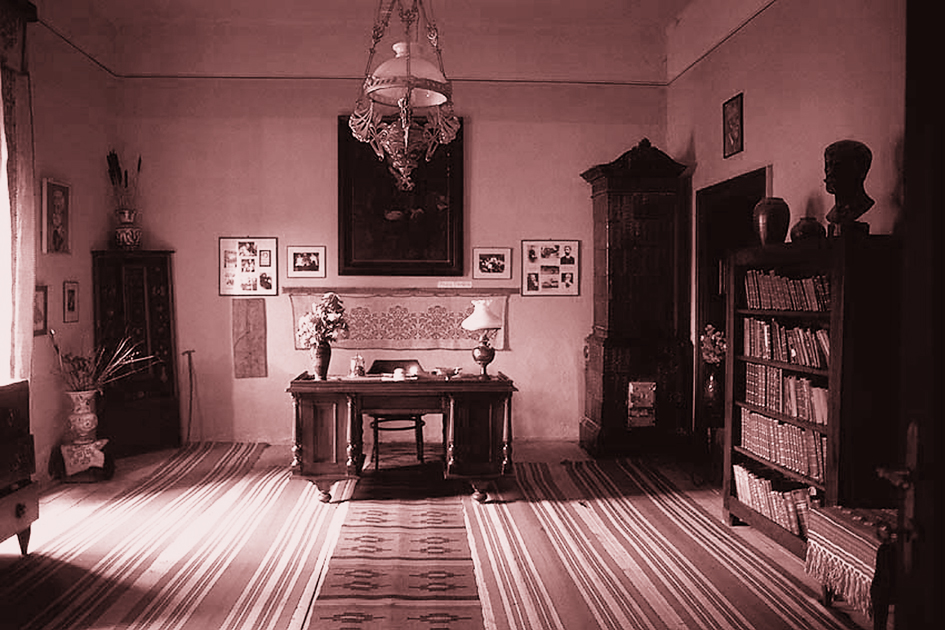

Benedek Elek udvarháza (Mari-lak) 1896-ban épült, az emlékházat az író születésének 110., halálának 40. évfordulója alkalmából avatták fel 1969-ben. 
Az emlékház létrehozásának gondolatát először Balogh Edgár erdélyi író vetette fel, hozzá csatlakozott Sylvester Lajos, Király Károly és a kisbaconi leszármazottak, Benedek Elek lánya Flóra, illetve Benedek Elek unokája Bardócz Júlia és férje, Bardócz Dezső kisbaconi iskolaigazgató. Az emlékház megnyitása után nem sokkal (1969. május) Bardócz Dezsőné, született Lőrincz Julianna (Juca néni) vette át hivatalosan a hagyaték ápolását, és Flóra nénivel együtt végtelen kedvességgel fogadták, kalauzolták a zarándokhellyé vált Benedek-kúria látogatóit. Juca néni Elek apó tízedik unokája volt, aki több személyes emléket is őrzött Benedek Elekről. 1978-tól kezdve a dédunoka dr. Bardócz Lehel felesége, Gajzágó Éva a sepsiszentgyörgyi Székely Nemzeti Múzeum munkatársaként húsz éven át gondozta az emlékház hagyatékát. Ekkorra már minden évben látogatók ezrei keresték fel az emlékházat. Látogatóinak bejegyzéseit tartalmazó aranykönyvek vaskos köteteket tesznek ki. A Székely Nemzeti Múzeum és az Emlékház kapcsolata 1999-ben megszűnt. Az Emlékházból magánmúzeum lett. A családon belül közös egyezség született, miszerint a kisbaconi leszármazottak 20 évekre bontva működtetik a Benedek Elek Emlékházat. Ennek megfelelően, két évtizedig Szabó Réka dédunoka vette át az emlékházvezetés feladatát. Áldozatos munkáját dicséri a homlokzat teljes restaurálása. 2019 óta Bíró Enikő dédunoka családja viszi a családi „stafétabotot”, hogy a következő években gondozzák és ápolják ezt a nemes hagyatékot.